# Zec des Rivières-Godbout-et-Mistassini
Pour les articles homonymes, voir Godbout (homonymie) et Mistassini.
La Zec des Rivières-Godbout-et-Mistassini (désignée jusqu'en 1996 "Zec de la rivière-Godbout") est une zone d'exploitation contrôlée (zec) située dans les municipalités de Franquelin et de Godbout, dans la municipalité régionale de comté (MRC) de Manicouagan, dans la région administrative de la Côte-Nord, au Québec, au Canada.
La zec administre les segments inférieurs des rivières Godbout et Mistassini (Franquelin) qui sont exploitées pour la pêche au saumon.

## Géographie
Rivière Godbout
La rivière Godbout coule du nord au sud, dans la municipalité de Franquelin, puis de Godbout. Elle se déverse dans le golfe du Saint-Laurent, à l'ouest du village de Godbout et de la Baie de Godbout. Après avoir traversé la route138, la rivière coule encore sur 3,2 km vers le sud-est jusqu'à son embouchure, longeant un banc de sable la séparant la Baie des Molson, située du côté ouest. En aval de la route138, il y a quatre petites îles sur la rivière, dont l'île Gilmour et l'île Laws.
La rivière Godbout comporte 29 fosses à saumon. La première fosse est située à l'île Gilmour.
Rivière Mistassini (Franquelin)
Le lac Mistassini s'avère le principal lac de tête de la rivière Mistassini (Franquelin). Son embouchure située au sud-est du lac, se déverse dans une décharge pour rejoindre le lac Bourdon. Les eaux de la rivière traversent les lacs Barron et Montreuil. Puis la rivière traverse sous les ponts du chemin de fer et de la route 138 qui longent le littoral du fleuve Saint-Laurent. Juste au sud de la route 138, la rivière reçoit les eaux de la décharge du Lac Nord-Ouest. Puis, la rivière se déverse dans une baie de la rive-nord du fleuve Saint-Laurent, voisine de la Baie à Guy. Le parcours de la rivière est surtout axé vers le sud-est.
Juridiction de la zec
La juridiction de la zec débute à l'embouchure de la rivière Godbout (au "Bout du Banc") et couvre le parcours de la rivière en remontant d'abord vers le nord-ouest (sur 5,9 km), puis vers le nord jusqu'au lac des cyprès. La rivière Godbout traverse sur 30,7 km la Réserve de biodiversité projetée de la Vallée de la rivière Godbout.

## Histoire
Un poste de traite des fourrures a été exploité sur la rivière Godbout pendant plus de deux siècles. Au cours de l'histoire, cette rivière a été concédée à divers exploitants notamment la Compagnie de la Baie d’Hudson. Finalement, en 1873, ce territoire a été acquis par messieurs Madge Fraser, J.H. Molson et F. Stuart Molson.
Né en 1848, Napoléon Alexandre Comeau a exercé la fonction de guide et gardien dès l’âge de 11 ans, de 1859 jusqu’à la fin de sa vie. Par cette œuvre de vie, il est une figure légendaire de la Côte-Nord. Il était un naturaliste, un pêcheur, un chasseur, médecin et un trappeur réputé.
Sa vaste connaissance du saumon est reconnue dans plusieurs publications dont "Forest and Stream" pour laquelle il rédige des chroniques régulières. En 1945, les Éditions Garneau publieront "La vie et le sport sur la Côte-Nord", une bible pour les aventuriers et amants de la nature.

## Toponymie
Les toponymes suivants sont tous liés par le même origine et sont situés dans le même secteur géographique sur la Côte-Nord du golfe du Saint-Laurent: zec des Rivières-Godbout-et-Mistassini, Petite rivière Godbout, rivière Godbout, rivière Godbout-Est, le lac Godbout et Réserve de biodiversité projetée de la Vallée de la rivière Godbout.
Le toponyme "Zec des Rivières-Godbout-et-Mistassini" a été officialisé le 29 janvier 1996 à la Banque des noms de lieux de la Commission de toponymie du Québec.